# 大成街 (香港)
大成街（英語：Tai Shing Street）是香港的一條行車馬路，位於九龍黃大仙區的南面，因大成學校而得名，原址為石鼓壟村。街道由彩虹道近爵祿街開始，到東頭村道結束，總長度為0.3公里。
大成街有一座街市，2013年先後發生火災以及出現大量蒼蠅。此外，在大成街向北過了大同街後，為大成街巴士站兼單向北行中途站，亦為路上唯一巴士站。而在啟德花園對面設有一小巴站，為運輸署於1987年6月設立的第一批專綫小巴中途站之一。

## 沿路路口
- 彩虹道及爵祿街
- 大同街
- 東頭村道

## 沿路建築
- 聖公會基德小學
- 孔教學會大成小學
- 黃大仙文化公園
- 摩士公園
- 啟德花園
- 大成街街市及熟食市場